# Торнадо (женский футбольный клуб)
Же́нский футбо́льный клуб «Торнадо» Ки́ев (укр. Жіночий футбольний клуб «Торнадо» Київ) — украинский женский футбольный клуб из Киева. Основан в 1988 году в пгт Барышевка, Киевская область.

## Названия клуба
- 1988—1990 — «Нива» (Барышевка)
- 1991 — «Нива-Олимп» (Киев)
- 1992 — «Олимп» (Киев)
- 1993 — «Торнадо» (Киев)

В 1988 году клуб принял участие во Втором всесоюзном турнире на призы еженедельника «Собеседник» и занял 5 место. Состав команды образца 1988 года: С. Горбаченко, О.Харченко, Л.Ересько, Л.Кирилюк, О.Кирилюк, Л.Кочетова, Г.Приходько, С.Кидра, В.Дмитриенко, Т.Швец, Л.Лукаш, Н.Куценко, Е.Осинцева, Т.Дергач, С.Дергач, Т.Резникова.
В 1989 году клуб выиграл Чемпионат ВДФСОП. В 1990 году выиграл первый Чемпионат СССР. Успехи были замечены в Киеве, куда в 1991 году и был переведен клуб. Самая крупная победа в высшей лиге в 1991 году над «Викторией» (Кашира) 8:0. Последний успех был в 1993 году. По финансовым причинам клуб расформирован. Место в высшей лиги передано другому киевскому клубу.

## Чемпионаты
| Сезон | Название            | Турнир  | Дивизион | Место    | И   | В  | Н  | П  | РМ     | О  | Кубок страны   | Примечание |
| ----- | ------------------- | ------- | -------- | -------- | --- | -- | -- | -- | ------ | -- | -------------- | ---------- |
| 1989  | «Нива» (Барышевка)  | ВДФСОП  | высшая   | из 30    | 23  | 14 | 7  | 2  | 35—13  | 35 | не проводился  | [ 2 ]      |
| 1990  | «Нива» (Барышевка)  | СССР    | высшая   | из 24    | 23  | 16 | 2  | 5  | 34—12  | 34 | не проводился  | [ 3 ]      |
| 1991  | «Олимп-Нива» (Киев) | СССР    | высшая   | 17 из 24 | 22  | 7  | 6  | 9  | 28—29  | 20 | отборочный тур | [ 4 ]      |
| 1992  | «Олимп» (Киев)      | Украина | высшая   | 4 из 10  | 18  | 7  | 5  | 6  | 26—18  | 29 | отборочный тур | [ 5 ]      |
| 1993  | «Торнадо» (Киев)    | Украина | высшая   | из 13    | 24  | 14 | 5  | 5  | 39—16  | 33 | 1/4 финала     | [ 6 ]      |
| Итого | 5 сезонов           | —       | —        | —        | 110 | 58 | 25 | 27 | 162—88 | —  | —              | —          |

## Чемпионы СССР
| № |  | Поз. | Имя                | Год рождения |
| - |  | ---- | ------------------ | ------------ |
|   |  | Нап  | Лариса Поликарпова | 14.05.1963   |
|   |  | Защ  | Татьяна Наумова    | 14.07.1968   |
|   |  | Нап  | Оксана Кирилюк     | 26.06.1969   |
|   |  | ПЗ   | Лилия Кирилюк      | 26.06.1969   |
|   |  | ПЗ   | Ирина Ванат        | 08.05.1971   |
|   |  | ПЗ   | Елена Нуйкина      | 08.10.1967   |
|   |  | ПЗ   | Галина Приходько   | 12.05.1968   |
|   |  | Защ  | Людмила Покотило   | 10.07.1971   |
|   |  | ПЗ   | Юлия Сысак         |              |
|   |  | ПЗ   | Светлана Кирда     |              |

| № |  | Поз. | Имя                  | Год рождения |
| - |  | ---- | -------------------- | ------------ |
|   |  | Защ  | Татьяна Резникова    |              |
|   |  | ПЗ   | Виктория Друзь       |              |
|   |  | ПЗ   | Наталья Рябиченко    |              |
|   |  | ПЗ   | Валентина Савченко   |              |
|   |  | Вр   | Татьяна Ржавская     |              |
|   |  | Защ  | Любовь Чубата        |              |
|   |  | ПЗ   | Татьяна Запара       |              |
|   |  | ПЗ   | Татьяна Деркач       |              |
|   |  | Вр   | Валентина Дмитриенко |              |

- Главный тренер — Николай Богданенко
- помощник главного тренера — Сергей Голенков

## Игроки
- Лариса Поликарпова будучи игроком клуба вызывалась в сборную СССР для участия в двух товарищеских играх со сборной Польши (сентябрь 1991).
- Галина Приходько и Людмила Покотило становись чемпионками СССР, Украины и России.